# Grant Main
Grant Main, född den 11 februari 1960 i Victoria, British Columbia, är en kanadensisk roddare.
Han tog OS-guld i åtta med styrman i samband med de olympiska roddtävlingarna 1984 i Los Angeles.